# Операція «Фаустшлаг»

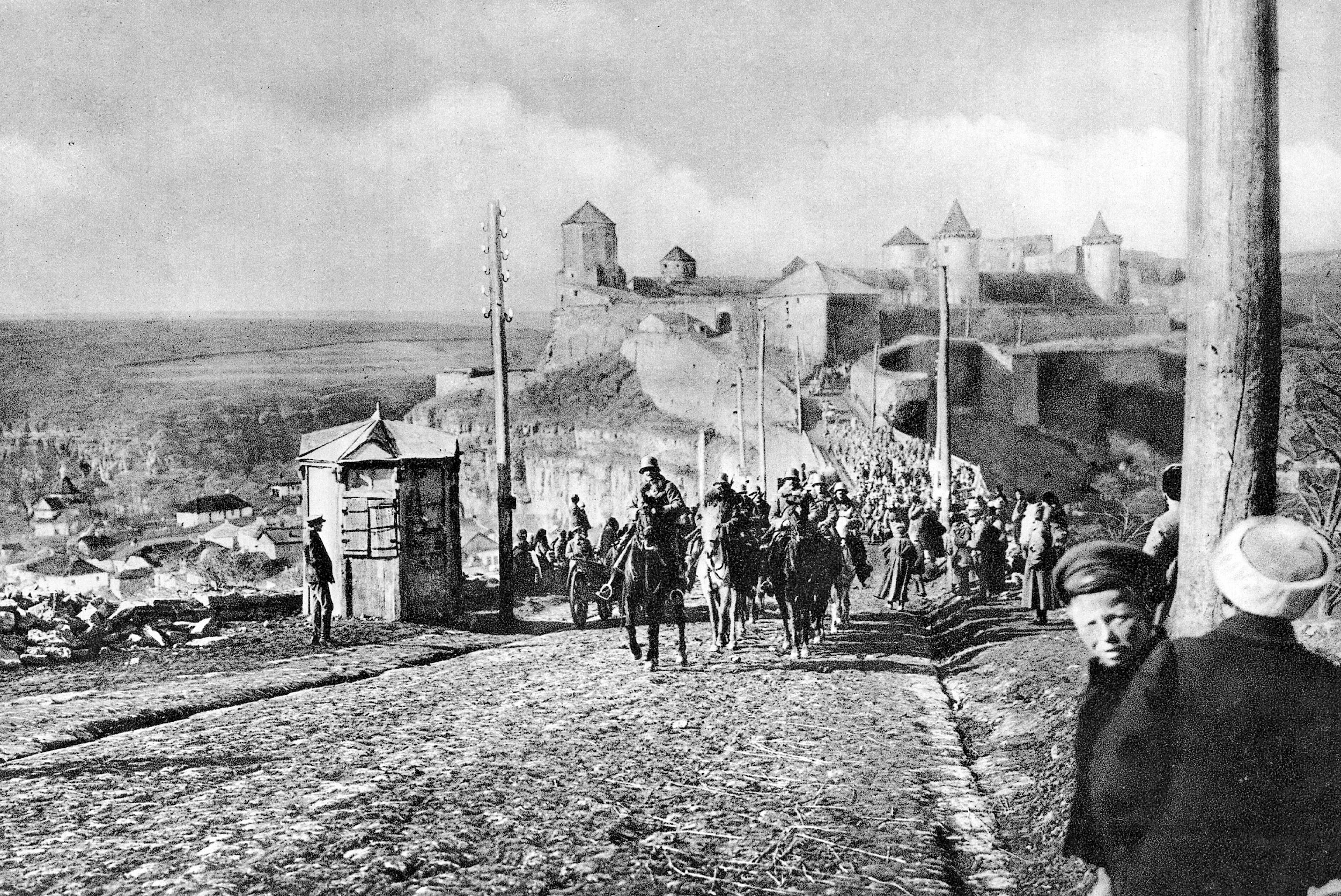
Австро-угорські війська входять до українського міста Кам'янця-Подільського. Лютий 1918

Операція «Фаустшлаг» (нім. Unternehmen Faustschlag досл. «Операція «Кулачний удар»»; 18 лютого — 3 березня 1918) — наступальна операція військ німецької та австро-угорської армій з окупації західної частини колишньої Російської імперії після її розпаду.

## Історія
З розвалом Російської армії в контексті подій 1917 року, Жовтневого перевороту та Громадянської війни, що розгорялася, російські війська були не спроможні чинити серйозного опору окупаційним силам Німеччини та Австро-Угорщини. Тому армії Центральних Держав майже безперешкодно просувалися територією колишнього потужного супротивника і опанували колосальні землі Балтії, України, Білорусі, тим самим примушуючи більшовицький уряд Росії до скорішого підписання Берестейського договору.
Наступ здійснювався на трьох основних стратегічних напрямках 53 дивізіями Центральних Держав й скоріше нагадував марш, ніж наступальну операцію. Перше угруповання просувалося на півночі з Пскову на Нарву, центральне угруповання — на Смоленськ й найпотужніше угруповання військ йшло на Київ.
Північне угруповання, у складі 16 дивізій, першого ж дня наступу з ходу захопило Даугавпілс. Наступним пав Псков й 28 лютого німці підійшли до Нарви.
Центральне угруповання, кістяком якої була 10-та армія та XLI корпус німців, швидко просувалися територією сучасної Білорусі й вже 21 лютого опанували Мінськ, в якому була захоплена штаб-квартира Західної армійської групи російських військ..
Південне угруповання прорвало нещільну оборону Південно-Західного фронту, та 24 лютого захопило Житомир, до Києва німецькі війська увійшли 2 березня 1918 року.
Окупаційні війська просувалися територією колишнього ворога зі середньою швидкістю 250 км на тиждень, практично не зустрічаючи спротиву. Німці підійшли на відстань 180 км до Петрограду, змусивши більшовицький уряд втекти до Москви. Такі темпи наступу отримали в німців назву «рейкова війна» (нім. der Eisenbahnfeldzug) через те, що вони користувалися для просування на схід переважно російською залізницею.
Німецький генерал Гофман у своєму щоденнику від 22 лютого писав:
Це найкомічніша з війн, які я бачив. Ми завантажуємо в потяг жменю піхотинців з кулеметами й женемо їх до наступної залізничної станції; вони швиденько захоплюють її, беруть у полон більшовиків, декілька вояків й продовжують свій рух далі. Принаймні, така процедура додає певного шарму новому способу ведення війни.

## Наслідки
Одним з наслідків стала австро-німецька окупація України.